# Gordie Drillon
Gordon Arthur „Gordie“ Drillon (* 23. Oktober 1913 in Moncton, New Brunswick; † 23. September 1986 in Saint John, New Brunswick) war ein kanadischer Eishockeyspieler (Rechtsaußen), der von 1936 bis 1943 für die Toronto Maple Leafs und Montréal Canadiens in der National Hockey League spielte.

## Karriere
In der Saison 1936/37 begann er seine NHL-Karriere bei den Toronto Maple Leafs. Gleich in seinem ersten Jahr schaffte er in 41 Spielen 33 Punkte und war damit drittbester Scorer der Leafs. Die Saison 1937/38 war dann seine beste. Mit 26 Toren und 52 Punkten führte er die NHL in diesen beiden Kategorien an und wurde auch mit der Lady Byng Memorial Trophy ausgezeichnet. Drillon hatte einen außergewöhnlich präzisen Schuss. Üblicherweise positionierte er sich direkt vor dem Tor und fälschte Schüsse ab oder verwertete Nachschussgelegenheiten. In vier von sechs Spielzeiten in Toronto erzielte er auf diese Weise über 20 Tore.
Sein größter sportlicher Erfolg war mit einer persönlichen Niederlage verbunden. Nach drei Spielen in der Finalserie 1941/42 lagen die Leafs mit 0:3 gegen die Detroit Red Wings zurück. Trainer Hap Day entschied, dass er mit seiner Spielweise nicht in das Spiel seines Teams passte und setzte ihn auf die Bank. Erstmals in der Geschichte des Stanley Cups kam ein Team zurück und drehte die Serie. Der einzige Cup-Gewinn hatte so einen bitteren Beigeschmack für Drillon.
Enttäuscht wechselte er zu den Montréal Canadiens, bei denen er mit 28 Toren eine persönliche Bestleistung aufstellte. Nach einem Jahr in Montreal ging er in den Krieg und beendete seine NHL-Karriere.
Später kehrte er als Scout zu den Toronto Maple Leafs zurück. Die NHL ehrte ihn 1975 mit der Aufnahme in die Hockey Hall of Fame.

## Erfolge und Auszeichnungen
- 1938 Topscorer der regulären NHL-Saison
- 1938 Bester Torschütze der regulären NHL-Saison
- 1938 Lady Byng Trophy
- 1938 NHL First All-Star Team (gemeinsam mit Cecil Dillon)
- 1939 NHL First All-Star Team
- 1942 Stanley-Cup-Gewinn mit den Toronto Maple Leafs
- 1942 NHL Second All-Star Team
- 1975 Aufnahme in die Hockey Hall of Fame